# 明納努公園
明納努公園（英語：Minoru Park），是一所位於加拿大英屬哥倫比亞省列治文市中心的一座公園。明納努公園佔地0.18 km2，公園的戶外公共設施包括五個網球場、兩個操場、兩個草地滾球場、一個田徑跑道、一個籃球場、一個棒球場、一個板球場、和一個兒童遊樂場。此外，明納努公園也是列治文公共圖書館、列治文文化中心、列治文藝術中心、列治文美術館、皮雅福斯花園、明納努小禮拜堂、明納努溜冰場、明納努游泳池、和明納努活動中心的所在地。

## 歷史
明納努公園的名稱來自於英國國王愛德華七世擁有的一隻名為明納努的賽馬。於1907年開放，明納努公園早期的用途是賽馬場，也曾是一座飛機場。

## 交通
目前市內的大眾運輸系統之中有三條公車線（406、407、430）可直達明納努公園。